# Jaggang
Jaggang est une localité de la préfecture de Ngari dans le Tibet, en Chine.